# Chaff (Kurzgeschichte)
Chaff (deutsch Spreu) ist eine Science-Fiction-Kurzgeschichte des australischen Schriftstellers Greg Egan, zuerst veröffentlicht in Interzone #78 im Dezember 1993. Die Kurzgeschichte wurde ebenfalls in der Anthologie The Year’s Best Science Fiction: Eleventh Annual Collection bearbeitet von Gardner Dozois im Jahr 1994 sowie den Sammlungen Our Lady of Chernobyl im Jahr 1995, Luminous im Jahr 1998 und The Best of Greg Egan im Jahr 2021 veröffentlicht.

## Handlung
Kolumbien steckt in einem Bürgerkrieg zwischen fünf verschiedenen Guerilla-Fraktionen. Zudem hat ein fehlgeschlagenes Terraforming-Experiment eine künstliche Spezies erschaffen, welche eine etwa fünfzig Quadratkilometer große Region im Regenwald besetzt, genannt El Nido des Ladrones (spanisch Das Nest der Diebe). Nachdem Guillermo Largo mit unter Geheimhaltung stehender Ausrüstung der Genetikforschung in El Nido des Ladrones verschwunden ist sowie eine neue Droge mit der Fähigkeit zur Änderung von Knochenmark auftaucht, wird der Protagonist geschickt, um ihn lebend zu fangen. Schließlich findet der Protagonist ihn in El Nido des Ladrones und erfährt von seiner Arbeit an einer neuen Droge zur Wiederherstellung von Synapsen und Verbindungen im Gehirn, wodurch Menschen an sich selbst Neurochirurgie über Lobotomie durchführen können.

## Auszeichnungen
Chaff erreichte den dreizehnten Platz beim Locus Award im Jahr 1994 und den siebten Platz beim Interzone Reader im Jahr 1994.

## Kritik
Russell Letson schreibt im Locus Magazine, dass die Kurzgeschichte mit waffenfähiger und monetarisierter Biotechnologie beginnt, sich dann aber erneut moralisch-psychologischer Entscheidungen zuwendet, sowohl persönlicher als auch sozialer Art, da einige dieser Biotechnologien einem hartgesottenen DEA-Attentäter die Möglichkeit bieten, seine innere moralische Landschaft neu zu gestalten („starts with weaponized and monetized biotech, but turns again to matters of moral-psychological choice, both personal and social, as some of that biotech offers a hardened DEA assassin the possibility of remaking his interior moral landscape“).
Karen Burnham schreibt in Greg Egan (Masters of Modern Science Fiction), dass sich die Kurzgeschichte auf Technologie konzentriert, die Persönlichkeit oder fundamentale Glaubenssätze mittels Neurochemie ändern können („focus[es] on technology that alters people’s fundamental personality/beliefs through neurochemistry“).